# Edgerton (Kansas)
Edgerton è un comune degli Stati Uniti d'America, situato nello Stato del Kansas, nella contea di Johnson.